# FNDC5
FNDC5 (англ. fibronectin type III domain containing 5) – білок, який кодується однойменним геном, розташованим у людей на короткому плечі 1-ї хромосоми.  Довжина поліпептидного ланцюга білка становить 212 амінокислот, а молекулярна маса — 23 659.
| 10         |  | 20         |  | 30         |  | 40         |  | 50         |
| ---------- |  | ---------- |  | ---------- |  | ---------- |  | ---------- |
| MHPGSPSAWP |  | PRARAALRLW |  | LGCVCFALVQ |  | ADSPSAPVNV |  | TVRHLKANSA |
| VVSWDVLEDE |  | VVIGFAISQQ |  | KKDVRMLRFI |  | QEVNTTTRSC |  | ALWDLEEDTE |
| YIVHVQAISI |  | QGQSPASEPV |  | LFKTPREAEK |  | MASKNKDEVT |  | MKEMGRNQQL |
| RTGEVLIIVV |  | VLFMWAGVIA |  | LFCRQYDIIK |  | DNEPNNNKEK |  | TKSASETSTP |
| EHQGGGLLRS |  | KI         |  |            |  |            |  |            |

A: Аланін

C: Цистеїн

D: Аспарагінова кислота

E: Глутамінова кислота

F: Фенілаланін

G: Гліцин

H: Гістидин

I: Ізолейцин

K: Лізин

L: Лейцин

M: Метіонін

N: Аспарагін

P: Пролін

Q: Глутамін

R: Аргінін

S: Серин

T: Треонін

V: Валін

W: Триптофан

Кодований геном білок за функцією належить до гормонів. 
Задіяний у такому біологічному процесі як альтернативний сплайсинг. 
Локалізований у клітинній мембрані, мембрані, пероксисомах.
Також секретований назовні.